# فریدون کاراکایا
فریدون کاراکایا (ترکی استانبولی: Feridun Karakaya؛ زاده ۱۹۲۸- درگذشت ۲۰۰۴) هنرپیشه اهل ترکیه بود.
وی همچنین برندهٔ جوایزی همچون لژیون دونور شده‌است.